# Орлиънс (окръг, Ню Йорк)
Окръг Орлиънс (на английски: Orleans County) е окръг в щата Ню Йорк, Съединени американски щати. Площта му е 2116 km², а населението - 40 983 души (2017). Административен център е село Албион.